# Dorcadion crassipes
Dorcadion crassipes är en skalbaggsart. Dorcadion crassipes ingår i släktet Dorcadion och familjen långhorningar.

## Underarter
Arten delas in i följande underarter:
- D. c. crassipes
- D. c. validipes
- D. c. glazunovi